# قائمة أكثر ألعاب وي مبيعا

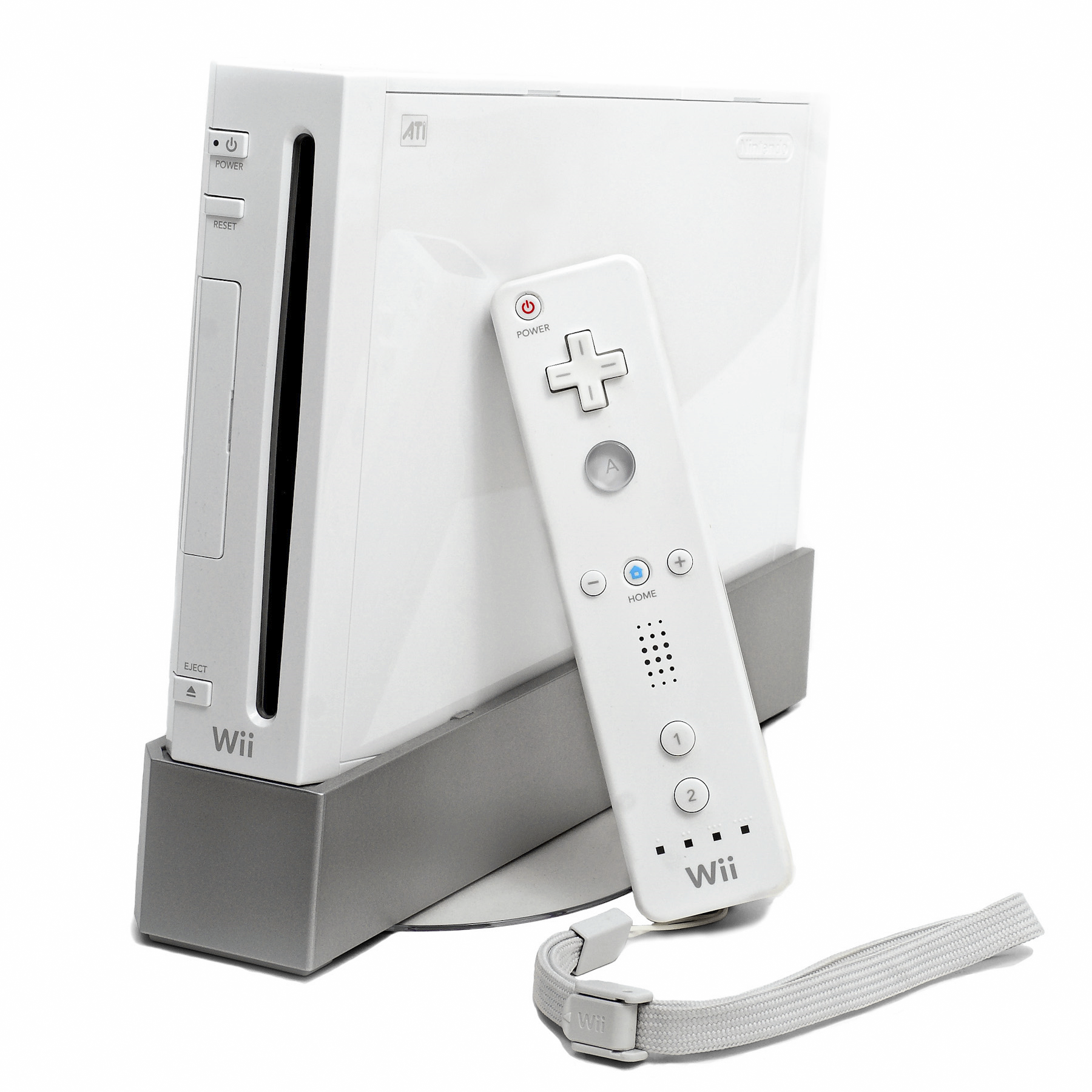
وي

قائمة أكثر ألعاب وي مبيعا التي قد باعت أو صدرت على الأقل مليون نسخة، مرتبة تنازليًا حسب عدد النسخ المباعة. حتى مارس 2011، أكثر من 104 لعبة وي قد باعت أكثر من مليون نسخة.

## قائمة الألعاب
| العنوان                                            | النسخ المباعة                                                                 | تاريخ الإصدار |
| -------------------------------------------------- | ----------------------------------------------------------------------------- | --- |
| وي سبورتس                                          | 82.79 مليون[ب]                                                                | أ.ش:19 نوفمبر 2006 ياب:2 ديسمبر 2006 أس:7 ديسمبر 2006 أور:8 ديسمبر 2006                                            |
| ماريو كارت وي                                      | 36.83 مليون[أ][ب]                                                             | أبريل 2008 |
| وي سبورتس ريزورت                                   | 32.99 مليون[أ][ب]                                                             | ياب: 25 يونيو 2009 أس: 23 يوليو 2009 أور: 24 يوليو 2009 أ.ش: 26 يوليو 2009 كور: 24 يونيو 2010                      |
| نيو سوبر ماريو برذرز وي                            | 29.9 مليون[ب]                                                                 | أس: 11 نوفمبر 2009 أ.ش: 15 نوفمبر 2009 أور: 20 نوفمبر 2009 ياب: 3 ديسمبر 2009                                      |
| وي بلاي                                            | 28.02 مليون[أ]                                                                | ياب: 2 ديسمبر 2006 أور: 8 ديسمبر 2006 أ.ش: 12 فبراير 2007                                                          |
| وي فيت                                             | 22.67 مليون[أ]                                                                | ياب: 1 ديسمبر 2007 أور: 25 أبريل 2008 أس: 8 مايو 2008b[›] أ.ش: 21 مايو 2008a[›]                                    |
| وي فيت بلس                                         | 21.12 مليون                                                                   | أكتوبر 2009 |
| سوبر سماش برذرز براول                              | 13.15 مليون                                                                   | ياب: 31 يناير 2008 أ.ش: 9 مارس 2008 أس: 26 يونيو 2008 أور: 27 يونيو 2008                                           |
| سوبر ماريو جلاكسي                                  | 12.72 مليون                                                                   | نوفمبر 2007 |
| وي بارتي                                           | 9.24 ملايين                                                                   | ياب: 8 يوليو 2010 أ.ش: 3 أكتوبر 2010 أور: 8 أكتوبر 2010                                                            |
| ماريو بارتي 8                                      | 8.85 ملايين                                                                   | أ.ش: 29 مايو 2007 أور: 22 يونيو 2007 بر: 13 يوليو 2007 أس: 19 يوليو 2007 ياب: 26 يوليو 2007 كور: 6 نوفمبر 2008     |
| سوبر ماريو جلاكسي 2                                | 7.67 ملايين                                                                   | أ.ش: 23 مايو 2010 ياب: 27 مايو 2010 أور: 11 يونيو 2010 أس: 30 يونيو 2010                                           |
| أسطورة زيلدا: أميرة الشفق                          | 7.26 ملايين                                                                   | أ.ش: 19 نوفمبر 2006 ياب: 2 ديسمبر 2006 أس: 7 ديسمبر 2006 أور: 8 ديسمبر 2006                                        |
| ماريو أند سونيك آت ذا أولمبيك غيمز                 | 7.09 ملايين                                                                   | نوفمبر 2007 |
| دونكي كونغ كانتري ريترنز                           | 6.53 ملايين                                                                   | أ.ش: 21 نوفمبر 2010 أس: 2 ديسمبر 2010 أور: 3 ديسمبر 2010 ياب: 9 ديسمبر 2010                                        |
| لينكس كروسبو تراينينج                              | 5.79 ملايين[أ]                                                                | أ.ش: 19 نوفمبر 2007 أور: 7 ديسمبر 2007 أس: 13 ديسمبر 2007 ياب: 1 مايو 2008                                         |
| ماريو أند سونيك آت ذا أولمبيك وينتر غيمز           | 5.67 ملايين                                                                   | أ.ش: 13 أكتوبر 2009 أس، ياب: 5 نوفمبر 2009 أور: 16 أكتوبر 2009                                                     |
| جاست دانس 2                                        | 5 ملايين                                                                      | أكتوبر 2010 |
| أنيمل كروسينج: لتس غو تو ذا سيتي                   | 4.32 ملايين[أ]                                                                | و.م: 16 نوفمبر 2008 كن: 17 نوفمبر 2008 ياب: 20 نوفمبر 2008 أس: 4 ديسمبر 2008 أور: 5 ديسمبر 2008 كور: 28 يناير 2010 |
| جاست دانس                                          | 4.3 ملايين                                                                    | نوفمبر 2009 |
| سوبر بايبر ماريو                                   | 4.23 ملايين                                                                   | أ.ش: 9 أبريل 2007 ياب: 19 أبريل 2007 أور: 14 سبتمبر 2007 أس: 20 سبتمبر 2007                                        |
| أسطورة زيلدا: السيف المنحني إلى السماء             | 3.93 ملايين[أ]                                                                | نوفمبر 2011 |
| بيغ برين أكاديمي: وي ديغري                         | 3.79 ملايين                                                                   | ياب: 26 أبريل 2007 أ.ش: 11 يونيو 2007 أور: 20 يوليو 2007 أس: 8 نوفمبر 2007                                         |
| ماريو أند سونيك آت ذا لندن 2012 أولمبيك غيمز       | 3.70 ملايين                                                                   | أور: 13 نوفمبر 2011 أ.ش: 15 نوفمبر 2011 أس: 17 نوفمبر 2011 ياب: 8 ديسمبر 2011                                      |
| وي ميوزك                                           | 3.24 ملايين                                                                   | ياب: 16 أكتوبر 2008 أ.ش: 20 أكتوبر 2008 أور: 14 نوفمبر 2008                                                        |
| ماريو بارتي 9                                      | 3.11 ملايين                                                                   | أور: 2 مارس 2012 أس: 8 مارس 2012 أ.ش: 11 مارس 2012 ياب: 26 أبريل 2012 ه.ك: 29 يونيو 2012 كور: 11 أبريل 2013        |
| سوبر ماريو أول-ستارز: نسخة الذكرى الخامسة والعشرين | 2.55 ملايين                                                                   | ياب: 21 أكتوبر 2010 أس: 2 ديسمبر 2010 أور: 3 ديسمبر 2010 أ.ش: 12 ديسمبر 2010                                       |
| سونيك كولرز                                        | 2.18 ملايين                                                                   | نوفمبر 2010 |
| غيتار هيرو 3: ليجيندز أوف روك                      | مليونان[أ]                                                                    | أ.ش: 28 أكتوبر 2007 أس: 7 نوفمبر 2007 أور: 23 نوفمبر 2007 ياب: 22 مايو 2008                                        |
| مايكل جاكسون: ذا إكسبيريانس                        | مليونان                                                                       | أ.ش: 23 نوفمبر 2010 أور: 26 نوفمبر 2010 ياب: 8 ديسمبر 2011                                                         |
| الشر المقيم 4: نسخة وي                             | مليونان                                                                       | ياب: 31 مايو 2007 أ.ش: 19 يونيو 2007 أور: 29 يونيو 2007 أس: 5 يوليو 2007                                           |
| ديكا سبورتس                                        | مليونا نسخة مصدَّرة                                                             | ياب: 19 مارس 2008 أ.ش: 13 مايو 2008 أور: 6 يونيو 2008 أس: 20 يونيو 2008                                            |
| إيبك ميكي                                          | مليونا نسخة مصدَّرة                                                             | أس: 25 نوفمبر 2010 أور: 26 نوفمبر 2010 أ.ش: 30 نوفمبر 2010 ياب: 4 أغسطس 2011                                       |
| غيم بارتي                                          | مليونا نسخة مصدَّرة                                                             | أ.ش: 27 نوفمبر 2007 أور: 14 فبراير 2008                                                                            |
| مانستر هانتر 3                                     | 1.9 مليون                                                                     | ياب: 1 أغسطس 2009 أ.ش: 20 أبريل 2010 أور: 23 أبريل 2010 أس: 29 أبريل 2010                                          |
| غزل الكيربي                                        | 1.85 مليون                                                                    | ياب: 14 أكتوبر 2010 أ.ش: 17 أكتوبر 2010 أس: 24 فبراير 2011 أور: 25 فبراير 2011                                     |
| واريوير: سموث موفز                                 | 1.82 مليون                                                                    | ياب: 2 ديسمبر 2006 أور: 12 يناير 2007 أ.ش: 15 يناير 2007 أس: 25 يناير 2007                                         |
| إي إيه سبورتس أكتيف                                | 1.8 مليون                                                                     | أ.ش: 19 مايو 2009 أور: 22 مايو 2009 ياب: 6 أغسطس 2009                                                              |
| كيربيس ريترن تو دريم لاند                          | 1.79 مليون                                                                    | أ.ش: 24 أكتوبر 2011 ياب: 27 أكتوبر 2011 أور: 25 نوفمبر 2011 أس: 1 ديسمبر 2011                                      |
| ماريو سترايكرز تشارجد                              | 1.77 مليون                                                                    | أور: 25 مايو 2007 أس: 7 يونيو 2007 أ.ش: 30 يوليو 2007 ياب: 20 سبتمبر 2007                                          |
| ماريو سبورتس ميكس                                  | 1.54 مليون                                                                    | ياب: 25 نوفمبر 2010 أس: 27 يناير 2011 أور: 28 يناير 2011 بر: 4 فبراير 2011 أ.ش: 7 فبراير 2011                      |
| كرنفال غيمز                                        | 1.5 مليون                                                                     | أ.ش: 28 أغسطس 2007 أور: 26 أكتوبر 2007                                                                             |
| مترويد برايم 3: كربشن                              | 1.41 مليون                                                                    | أ.ش: 27 أغسطس 2007 أور: 26 أكتوبر 2007 أس: 8 نوفمبر 2007 ياب: 6 مارس 2008                                          |
| غيتار هيرو ورلد تور                                | 1.334 مليون[أ]                                                                | أ.ش: 26 أكتوبر 2008 أور: 7 نوفمبر 2008 أس: 12 نوفمبر 2008                                                          |
| الشر المقيم: سجلات أمبريلا                         | 1.3 مليون                                                                     | أ.ش: 13 نوفمبر 2007 ياب: 15 نوفمبر 2007 أور: 30 نوفمبر 2007 أس: 13 ديسمبر 2007                                     |
| ماريو سوبر سلاغرز                                  | 1.26 مليون                                                                    | ياب: 19 يونيو 2008 أ.ش: 25 أغسطس 2008                                                                              |
| وي بلاي: موشن                                      | 1.26 مليون                                                                    | أ.ش: 13 يونيو 2011 أور: 24 يونيو 2011 ياب: 7 يوليو 2011                                                            |
| بوكيمون باتل ريفليوشن                              | 1.202 مليون - 850,000 في أمريكا الشمالية وأوروبا الغربية - 352,123 في اليابان | ياب: 14 ديسمبر 2006 أ.ش: 25 يونيو 2007 أس: 22 نوفمبر 2007 أور: 7 ديسمبر 2007                                       |
| رايمان ريفنغ رابيدز                                | 1.2 مليون                                                                     | أ.ش: 19 نوفمبر 2006 أس: 7 ديسمبر 2006 أور: 8 ديسمبر 2006 ياب: 14 ديسمبر 2006                                       |
| وي سكاي                                            | 1.2 مليون                                                                     | ياب: 31 يناير 2008 أ.ش: 13 مايو 2008 أور: 13 يونيو 2008                                                            |
| بيغ بيتش سبورتس                                    | 1.2 مليون نسخة مصَّدرة                                                          | أ.ش: 24 يونيو 2008 أور: 27 يونيو 2008                                                                              |
| مدرب العائلة: عالم رياضي                           | 1.03 مليون                                                                    | ياب: 29 مايو 2008 أور: 9 أغسطس 2008 أ.ش: 9 سبتمبر 2008                                                             |
| نداء الواجب: العالم في حرب                         | فوق المليون                                                                   | نوفمبر 2008 |
| ريد ستيل                                           | مليون                                                                         | أ.ش: 19 نوفمبر 2006 ياب: 2 ديسمبر 2006 أور: 8 ديسمبر 2006                                                          |
| روك باند                                           | مليون                                                                         | أ.ش: 22 يونيو 2008 أور: 12 سبتمبر 2008 أس: 7 نوفمبر 2008                                                           |
| غيم بارتي 2                                        | مليون نسخة مصدَّرة                                                              | أكتوبر 2008 |

- ^أ: محزومة مع ملحق شائع (مثل وي-موت إضافي، موشن بلس، صاعق وي، عجلة وي).
- ^ب: محزومة مع نسخة من النظام. النظام الأبيض كان عادةً محزومًا مع وي سبورتس أثناء الإطلاق؛ منذ إصدار الموشن بلس، حزمة الوي سبورتس سواء مع النظام الأبيض أو الأسود تتضمن أيضًا وي سبورتس ريزورت. بالإضافة إلى ذلك، منذ إطلاق الألعاب المقابلة، النظام الأبيض كان عادةً محزومًا مع ماريو كارت وي (مع عجلة الوي)، والنظام الأسود كان عادةً محزومًا مع نيو سوبر ماريو برذرز وي.

جميع ألعاب وي قد باعت حتى 31 مارس 2014: 895.22 مليون.
جميع ألعاب فرتشويل كونسول قد باعت حتى 31 ديسمبر 2007: فوق 10 ملايين